# Krycie indywidualne

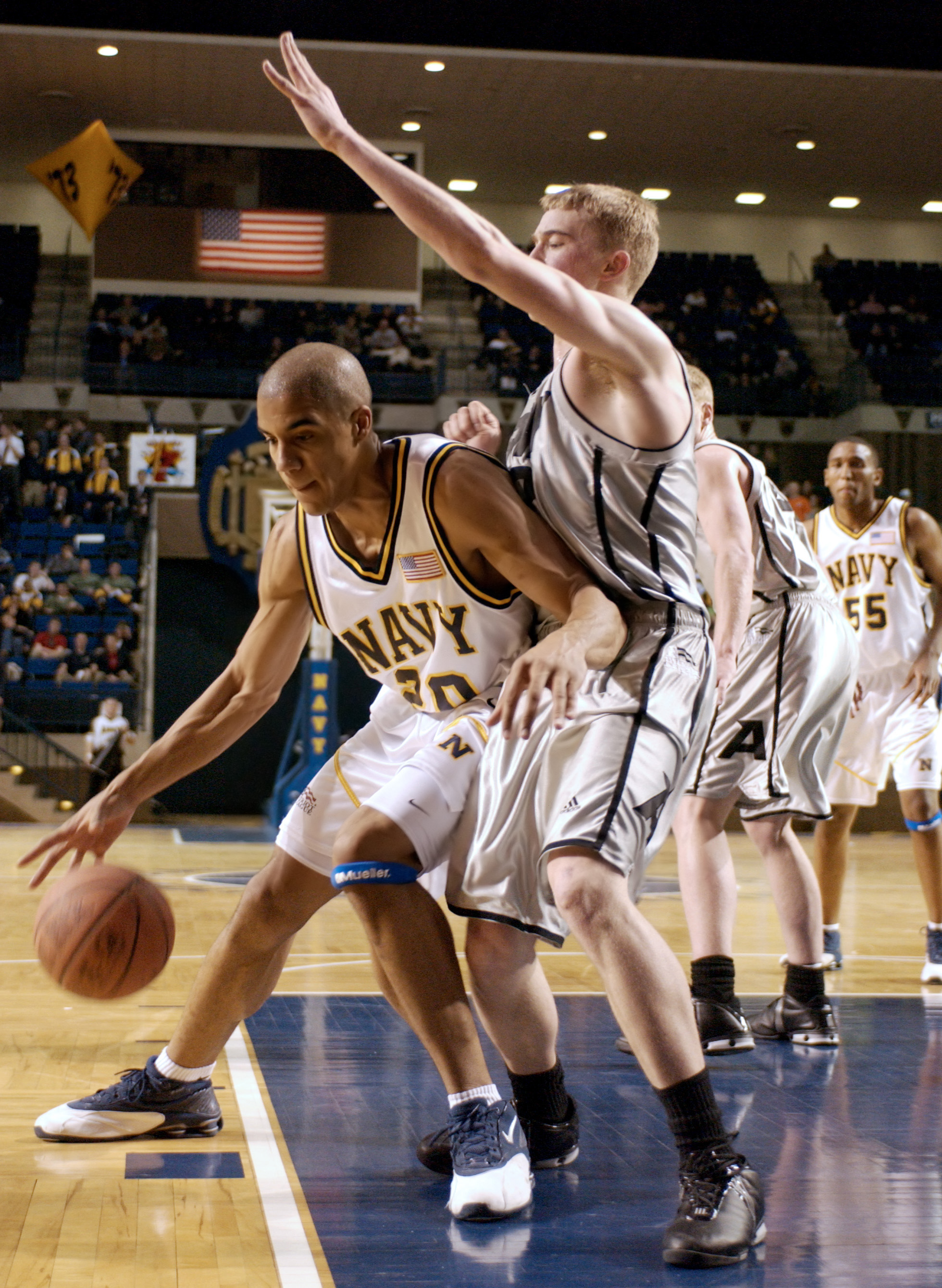

Obrona każdy swego (ang. man-to-man defense) – jeden z typów obrony w koszykówce, który polega na kryciu tylko jednego zawodnika. Każdy gracz będący w obronie musi pilnować (kryć, bronić) tylko jednego, cały czas tego samego zawodnika drużyny przeciwnej. Każda drużyna dobiera indywidualnie krycie swoich zawodników, dlatego możliwe jest, że zawodnik jednej drużyny kryje innego zawodnika drużyny przeciwnej, niż ten przez którego on sam jest kryty. Zawodnik może odejść od krycia swojego wyznaczonego przeciwnika, którego ma bronić, w sytuacji gdy następuje tzw. „przekazanie”, lub pomoc w obronie. Obrona każdy swego może zostać zastosowana w formie presingu (krycia na całym boisku) lub obrony od połowy boiska.
Za najpoprawniejszą postawę obrońcy uznaje się ustawienie przodem do przeciwnika, a tyłem do kosza. Nogi powinny być ugięte w kolanach, natomiast plecy wyprostowane. Ręce powinny znajdować się w górze, tak by sędzia mógł je widzieć. W obronie zawodnik porusza się krokiem „odstawno-dostawnym”, pamiętając, że najpierw odstawia nogę, a dopiero potem dostawia do niej drugą. Jedną stopę może obrócić palcami w kierunku w którym się porusza. Wtedy ta noga nazywana jest „nogą kierunkową”.